# Illiers-l'Évêque
Pour les articles homonymes, voir L'Évêque.
Illiers-l'Évêque [ilje levɛk] est une commune française située dans le département de l'Eure en région Normandie. Les habitants d'Illiers-l'Évêque sont des Illiens-Épiscopiens.

## Géographie
La commune comprend plusieurs hameaux : Pinson, Jersey, Illiers et Le Bremien.

### Localisation
| Coudres                    | Lignerolles                              |                   |
| Marcilly-la-Campagne       | Illiers-l'Évêque                         | Marcilly-sur-Eure |
| La Madeleine-de-Nonancourt | La Madeleine-de-Nonancourt, Courdemanche |                   |

### Hydrographie
La commune est située dans le bassin Seine-Normandie. Elle est drainée par la Coudanne, le fossé Rouge, le fossé 01 de Gersey et le fossé 01 du Bois du Perron,,.
La Coudanne, d'une longueur de 22 km, prend sa source dans la commune de Moisville et se jette  dans l'Avre à Saint-Georges-Motel, après avoir traversé huit communes.

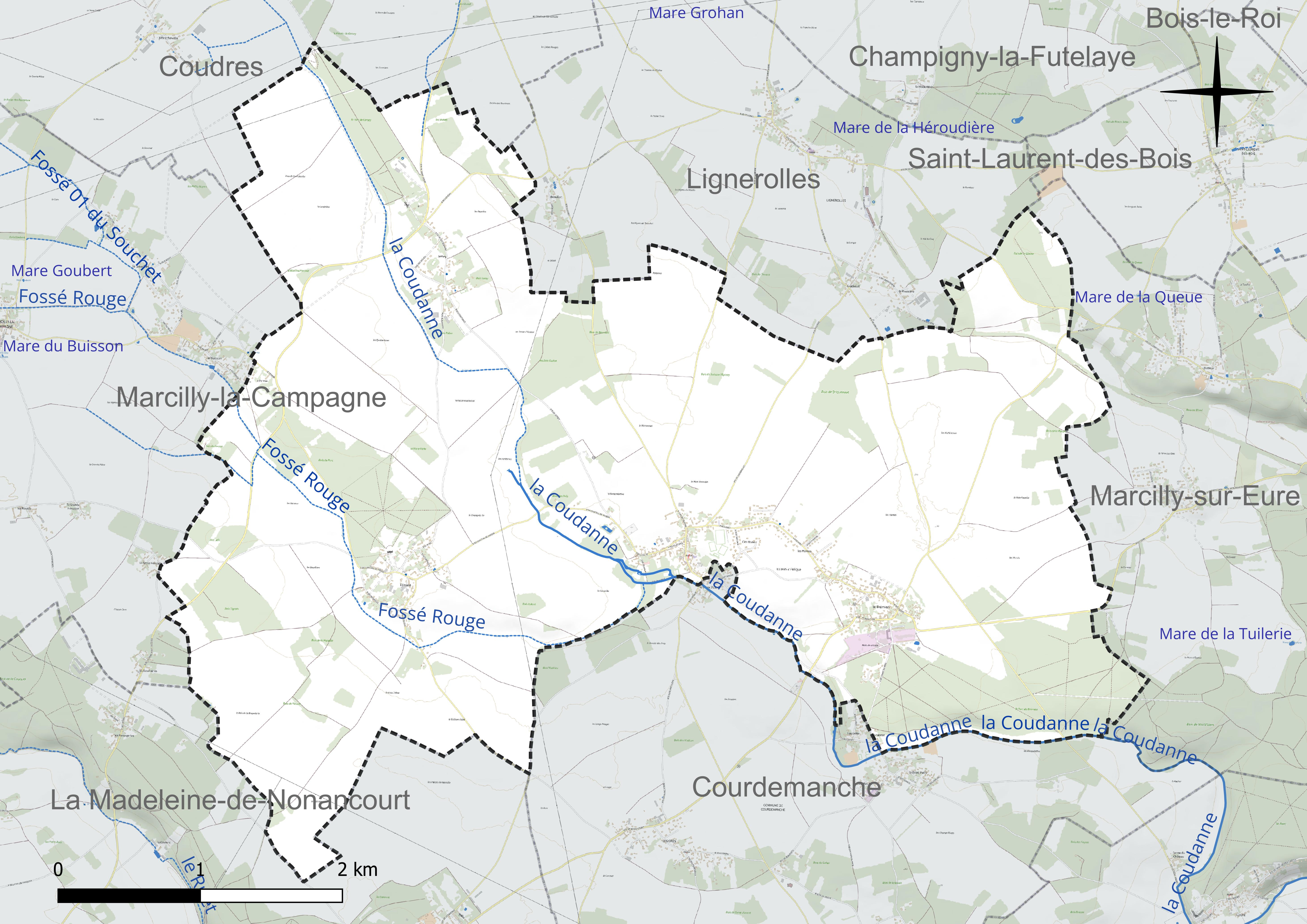
Réseau hydrographique d'Illiers-l'Évêque.

### Climat
Pour des articles plus généraux, voir Climat de la Normandie et Climat de l'Eure.
En 2010, le climat de la commune est de type climat océanique dégradé des plaines du Centre et du Nord, selon une étude du CNRS s'appuyant sur une série de données couvrant la période 1971-2000. En 2020, Météo-France publie une typologie des climats de la France métropolitaine dans laquelle la commune est exposée à un climat océanique et est dans la région climatique  Sud-ouest du bassin Parisien, caractérisée par une faible pluviométrie, notamment au printemps (120 à 150 mm) et un hiver froid (3,5 °C). Parallèlement le GIEC normand, un groupe régional d’experts sur le climat, différencie quant à lui, dans une étude de 2020, trois grands types de climats pour la région Normandie, nuancés à une échelle plus fine par les facteurs géographiques locaux. La commune est, selon ce zonage, exposée à un « climat des plateaux abrités », correspondant aux plaines agricoles de l’Eure, avec une pluviométrie beaucoup plus faible que dans la plaine de Caen en raison du double effet d’abri provoqué par les collines du Bocage normand et par celles qui s’étendent sur un axe du Pays d'Auge au Perche.
Pour la période 1971-2000, la température annuelle moyenne est de 10,4 °C, avec  une amplitude thermique annuelle de 14,4 °C. Le cumul annuel moyen de précipitations est de 616 mm, avec 10,7 jours de précipitations en janvier et 8 jours en juillet. Pour la période 1991-2020, la température moyenne annuelle observée sur la station météorologique la plus proche, située sur la commune de Laons à 15 km à vol d'oiseau, est de 11,1 °C et le cumul annuel moyen de précipitations est de 561,4 mm,. Pour l'avenir, les paramètres climatiques de la commune estimés pour 2050 selon différents scénarios d’émission de gaz à effet de serre sont consultables sur un site dédié publié par Météo-France en novembre 2022.

## Urbanisme

### Typologie
Au 1er janvier 2024, Illiers-l'Évêque est catégorisée commune rurale à habitat dispersé, selon la nouvelle grille communale de densité à 7 niveaux définie par l'Insee en 2022.
Elle est située hors unité urbaine et hors attraction des villes,.

### Occupation des sols
L'occupation des sols de la commune, telle qu'elle ressort de la base de données européenne d’occupation biophysique des sols Corine Land Cover (CLC), est marquée par l'importance des territoires agricoles (81,3 % en 2018), une proportion identique à celle de 1990 (81,3 %). La répartition détaillée en 2018 est la suivante : 
terres arables (73 %), forêts (13,9 %), zones agricoles hétérogènes (8,3 %), zones urbanisées (4,8 %). L'évolution de l’occupation des sols de la commune et de ses infrastructures peut être observée sur les différentes représentations cartographiques du territoire : la carte de Cassini (XVIIIe siècle), la carte d'état-major (1820-1866) et les cartes ou photos aériennes de l'IGN pour la période actuelle (1950 à aujourd'hui).

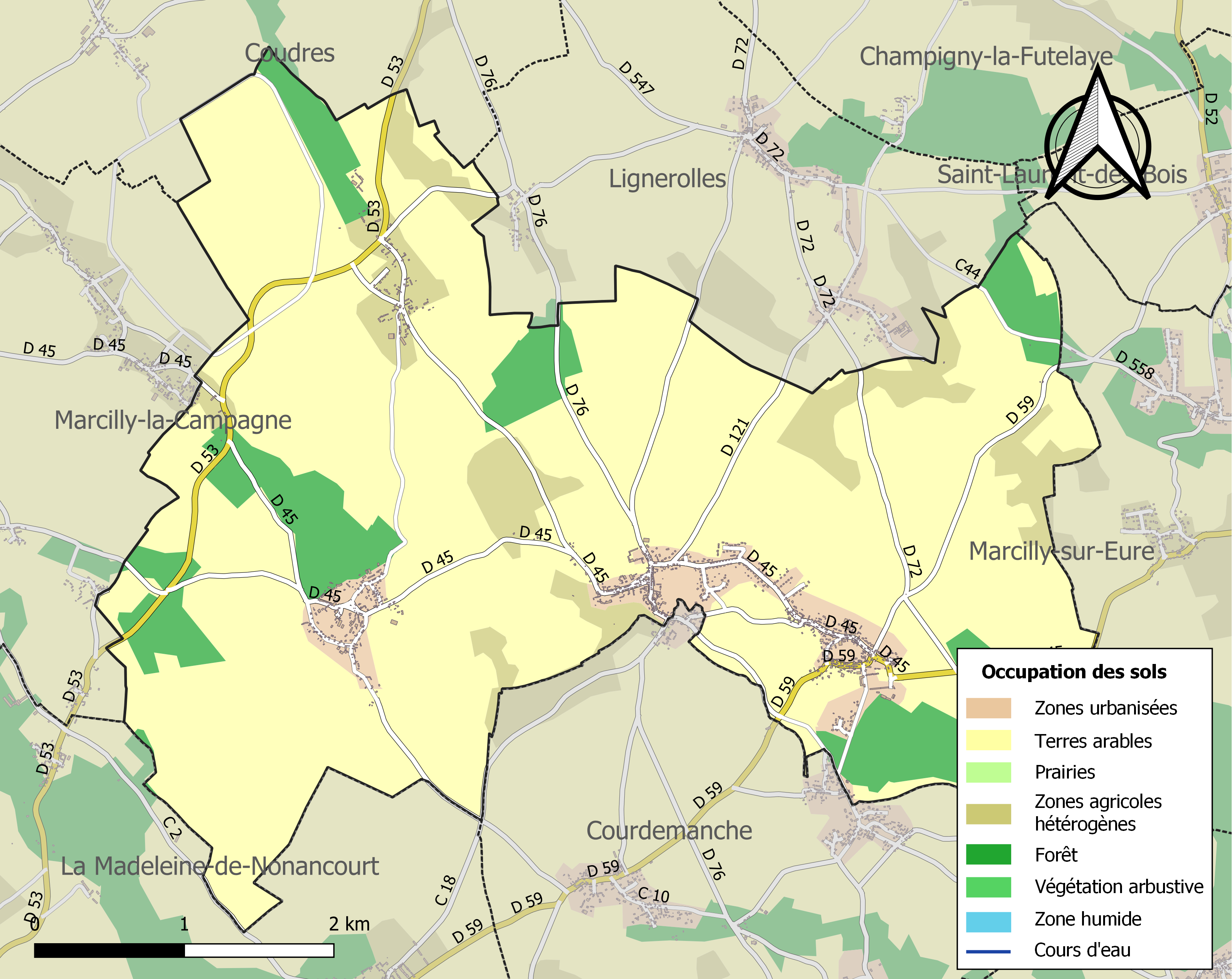
Carte des infrastructures et de l'occupation des sols de la commune en 2018 (CLC).

## Toponymie
Le nom de la localité est attesté sous les formes  Illiæ XIe siècle (Orderic Vital), Illeto début XIIe siècle, Hilleiæ et Illeiæ en 1157(charte de Rotrou, évêque d’Évreux), Ilers en 1194 (Roger de Hoveden), Illais en 1217, Illeiæ en 1305 (charte de Mathieu, évêque d’Évreux), Illee en 1328 (Trésor des chartes), Illiez vers 1610 (aveu de Charlotte des Ursins), Illiers-l'Évêque en 1801.
Illiers était un fief héréditaire tenu par l'évêque d'Évreux.
De nombreuses communes ou localités portent un nom se terminant par l'Évêque (ou l'Évesque en orthographe traditionnelle parfois encore utilisée), en référence à un prélat y ayant habité, séjourné ou possédé un bien. Il s'agit ici de l'évêque diocésain Philippe Ier qui acquit en 1273 le fief d'Illiers, qui appartiendra aux évêques d'Évreux jusqu'à la Révolution.

## Histoire

### Antiquité
Les Carnutes ont laissé des traces avec des monuments de l'époque celtique.
Selon une tradition locale reprise avec circonspection dans les Mémoires par Denis Godefroy, le château aurait été construit sur l'emplacement d’un camp romain (castrum), lui-même ayant remplacé une forteresse gauloise.

### Moyen-Âge

#### Le haut Moyen-Âge (476-911)
Les archives du château de Chantemesle (à Logron) et les cartulaires des abbayes de Chartres font mention de plusieurs sires d'Illiers parmi les seigneurs les plus marquants du pays pendant les règnes des rois des deux races franques ; dont Avesgaud Bodard, Hildegrand, Elciund et plusieurs autres.
Illiers reçoit le titre de ville vers le milieu du IXe siècle.

#### Sous la Normandie ducale (911-1204)

##### Les premiers ducs (911-1066)
Au Xe siècle, l'église et la dîme d'Illiers sont une possession en pure propriété de Leutgarde ou Ledgarde (° avant 925 - † un 14 novembre après 977), de la dynastie herbertienne, fille de Herbert II comte de Vermandois. Elle tient vraisemblablement ce bien de l'un de ses deux époux : soit de ses premières noces en 940 avec Guillaume Longue Épée, second duc de Normandie ; soit de ses secondes noces en 942 avec Thibault le Tricheur comte ou vicomte de Tours, comte de Chartres, de Blois et de Dunois. 

Leutgarde donne Illiers en 948 à son parent Aves Grandus (dont Amédée de Baast (1849) a fait « Avesgard »), qui lui-même le donne au chapitre de Chartres en 906.
Un autre seigneur d'Illiers est Geoffroy, vicomte de Châteaudun en 1020. Ce Geoffroy, également seigneur de Nogent-le-Rotrou, ravage les domaines de l'évêque et du Chapitre et a peut-être eu une fin tragique. L'évêque de Chartres Fulbert, dans sa 89e épître, indique que « Geoffroy, vicomte de Chateaudun, s'étant emparé de la seigneurie d'Illiers, y fit bâtir un château vers la fin du XIe siècle ». Selon une autre source, qui interprète différemment le même Fulbert, il aurait relevé les tours du château d'Illiers au commencement du XIe siècle, après que ce fort ait été démantelé par le roi Robert (Robert Ier, roi des Francs, † 922 ?).

##### Époque anglo-normande (1066-1204)
Yves, sire d'Illiers en 1128, épouse Berthe, fille de Girard, vidame de Chartres.
Guillaume d'Iliers, seigneur de Boisrusin, Coursoles, Bruyères et Aunay, part pour Jérusalem en 1128, prend des croix de Bernard, premier abbé de Thiron et lui amortit tout ce que l'abbaye de Thiron pourra posséder à l'avenir dans ses terres.
En 1157 l'évêque d'Évreux Rotrou donne une règle certaine, à la fois pour le droit et l'exercice de patronage et pour la dîme de l'église d'Illiers : l'un et l'autre sont divisés en deux parts et une part de chaque bien attribuée respectivement au chapitre de Chartres et à l'abbaye Saint-Père-en-Vallée de Chartres. Il semble que ce partage n'a pas fait cesser les contestations, car en 1225 un nouvel accord est passé entre les mêmes parties, selon lequel l'abbaye de Saint-Père reçoit la portion de la dîme et de l'église appartenant au chapitre, contre 25 livres - que l'abbaye paye annuellement jusqu'à quelques années avant la Révolution, pour deux processions du chapitre dans l'église de Saint-Père, une le mardi de Pâques et l'autre à la fête de saint Pierre.
On trouve ensuite Godefroy d'Illiers en 1229, Guillaume d'Illiers en 1260.

#### Époque capétienne (1204-1328)
En 1273, l'évêque d'Évreux Philippe Ier de Cahors acquiert le fief d'Illiers de son homologue Robert de Courtenay (1224-1279), évêque d'Orléans et seigneur de Nonancourt. Illiers appartient dès lors aux évêques d'Évreux jusqu'à la Révolution.
Yolande, fille de Geoffroy et héritière d'Illiers, épouse en 1289 Philippe de Vendôme. Les deux familles s'accordent pour que les enfants relèvent la bannière d'Illiers, d'or à six annelets de gueules (rouges) (cela concerne en fait Illiers, dont ce sont les armes). 

En 1313, Geoffroy d'Illiers confirme la donation faite par Guillaume de Prunelay seigneur d'Ouarville et de Guillerval, aux lépreux d'Illiers, de la dîme du blé et du vin qu'il avait à Illiers depuis 1202.

### XVIeetXVIIesiècles
Cette famille conserve Illiers jusqu'à ce que la ville passe à Jacques de Daillon († vers 1533), baron du Lude par son mariage avec Jeanne d'Illiers. Illiers passe ensuite dans la maison de Roquelaure lorsque Jeanne de Daillon épouse Gaston de Roquelaure ; puis - brièvement - dans la maison de Foix avec le mariage le 8 mars 1674 de Charlotte de Roquelaure (1655-1710) avec Henri-François de Foix-Candalle, comte de Foix, duc et pair de France.
Jacqueline d'Illiers († après 1650) est une maîtresse du duc de Longueville Henri d'Orléans.

### XVIIIesiècle
Au décès de la duchesse Charlotte, Illiers passe le 5 novembre 1713 à Antoine-Gaston de Roquelaure et à son épouse Marie-Louise de Laval. Le 30 octobre 1713 ils le vendent à Louis II Phélypeaux de Pontchartrain, comte de Maurepas, chancelier de France, etc.. Le domaine passe par succession à sa petite-fille Marie-Rosalie Phelippeaux, qui épouse le comte de Watteville. Maximilien-Emmanuel de Watteville devint marquis d'Illiers. Illiers se trouve ensuite dans les possessions du duc de Nevers, probablement lorsque Hélène Phélypeaux (1715–1781), fille du comte Jérôme Phélypeaux de Pontchartrain, épouse Louis-Jules Mancini en 1731. Ces derniers vendent Illiers le 6 décembre 1781 à Léon Hector Patas, dont la famille conserve la ville au moins jusqu'en 1849.
Au cours de la Révolution française, la commune porte provisoirement le nom d'Illiers-sur-Condanne.

## Politique et administration
| Période                                  | Période  | Identité       | Étiquette | Qualité                     |
| ---------------------------------------- | -------- | -------------- | --------- | --------------------------- |
| avant 2001                               |          | Francis Colleu |           | maire                       |
| mars 2001                                | En cours | Joël Clomenil  | DVD       | Agriculteur retraité, maire |
| Les données manquantes sont à compléter. |          |                |           |                             |

## Démographie
L'évolution du nombre d'habitants est connue à travers les recensements de la population effectués dans la commune depuis 1793. Pour les communes de moins de 10 000 habitants, une enquête de recensement portant sur toute la population est réalisée tous les cinq ans, les populations de référence des années intermédiaires étant quant à elles estimées par interpolation ou extrapolation. Pour la commune, le premier recensement exhaustif entrant dans le cadre du nouveau dispositif a été réalisé en 2007.

En 2022, la commune comptait 1 018 habitants, en évolution de +2,21 % par rapport à 2016 (Eure : −0,25 %, France hors Mayotte : +2,11 %).
| 1793 | 1800 | 1806 | 1821 | 1831 | 1836 | 1841 | 1846 | 1851 |
| ---- | ---- | ---- | ---- | ---- | ---- | ---- | ---- | ---- |
| 794  | 840  | 804  | 813  | 781  | 809  | 786  | 768  | 791  |

| 1856 | 1861 | 1866 | 1872 | 1876 | 1881 | 1886 | 1891 | 1896 |
| ---- | ---- | ---- | ---- | ---- | ---- | ---- | ---- | ---- |
| 780  | 751  | 725  | 704  | 700  | 676  | 680  | 632  | 597  |

| 1901 | 1906 | 1911 | 1921 | 1926 | 1931 | 1936 | 1946 | 1954 |
| ---- | ---- | ---- | ---- | ---- | ---- | ---- | ---- | ---- |
| 583  | 572  | 572  | 507  | 531  | 529  | 565  | 594  | 514  |

| 1962 | 1968 | 1975 | 1982 | 1990 | 1999 | 2006 | 2007 | 2012 |
| ---- | ---- | ---- | ---- | ---- | ---- | ---- | ---- | ---- |
| 580  | 569  | 595  | 613  | 734  | 890  | 970  | 981  | 997  |

| 2017 | 2022  | - | - | - | - | - | - | - |
| ---- | ----- | - | - | - | - | - | - | - |
| 999  | 1 018 | - | - | - | - | - | - | - |

## Culture locale et patrimoine

### Lieux et monuments
- Église Notre-Dame[36]
- Chapelle seigneuriale dite Notre-Dame-de-Pitié, classée au titre des Monuments historiques par arrêté du 30 novembre 1938[37], adossée à l'église.
- Château de Pinson - dolmen dans le parc.
- Château de Jersey.
- Château de Louge.

### Personnalités liées à la commune
- Gaston ou Guazon, seigneur du Châtel d'Illiers (1050-1073).
- La comédienne Émilienne Dux (1874-1950) qui a vécu à Illiers-l'Évêque après la Seconde Guerre mondiale[38].
- La comédienne Dominique Marcas (1920-2022) a vécu ses dernières années au Brémien Notre Dame et y est décédée. Elle est inhumée au cimetière communal.

### Héraldique
|  | Les armes de la ville se blasonnent ainsi : écartelé au premier de gueules aux deux léopards d’or passant l’un sur l’autre, au deuxième d’argent à la tour de gueules, au troisième d’argent à la grappe de raisin de gueules, tigée de sable, au quatrième de gueules à la mitre d’évêque d’or. Les deux léopards d'or sur champ de gueules rappellent les armes de la Normandie. |